# パラス・デ・レイ

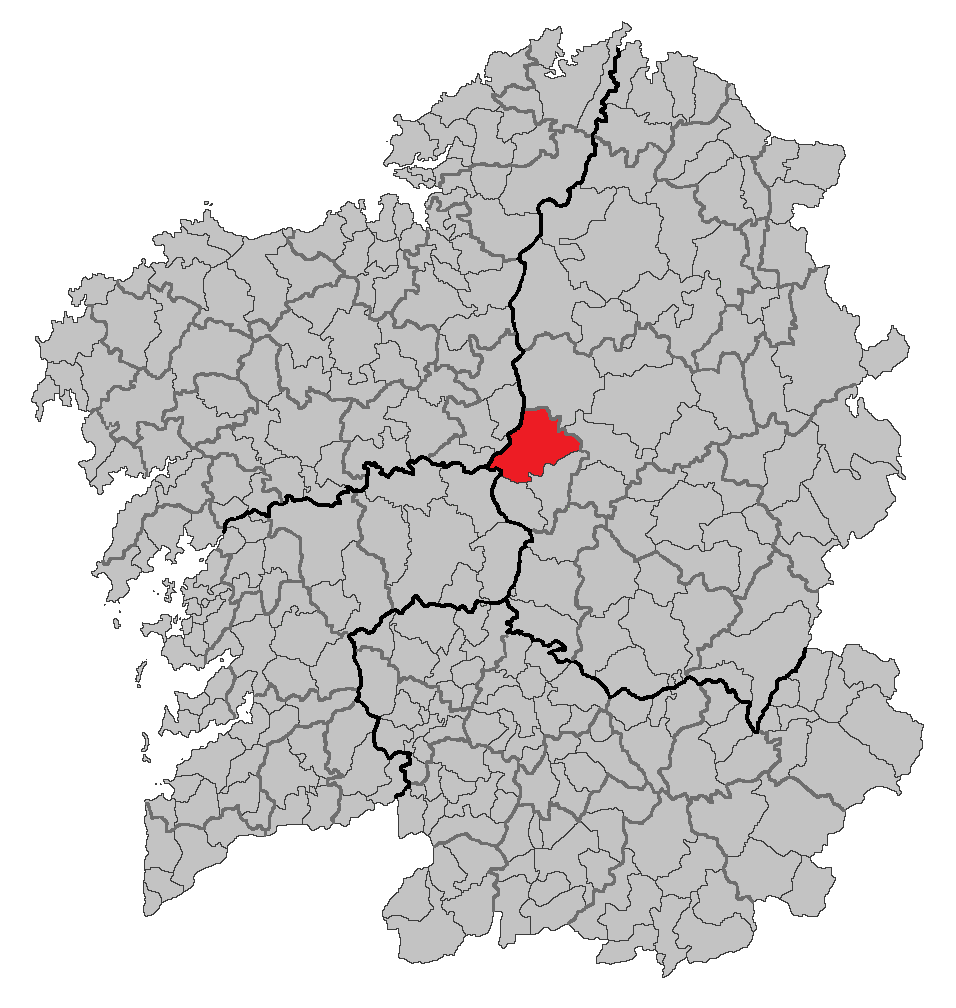

パラス・デ・レイ（Palas de Rei）は、スペイン、ガリシア州、ルーゴ県の自治体。コマルカ・ダ・ウジョーアに属す。ガリシア統計局によれば2011年の人口は3,743人（2009年：3,678人）である。住民呼称は男女同形のpalense。カステーリャ語表記はPalas de Rey。
ガリシア語話者の自治体人口に占める割合は割合は99.25%（2001年）。

## 地理
パラス・デ・レイは、ルーゴ県の南西部に位置する。北はフリオルとグンティンと、南はアンタス・デ・ウジャとアゴラーダ（ポンテベドラ県）と、東はモンテローソと、西はサンティソ、メリーデ、トケス（3自治体ともア・コルーニャ県）と境界をなす。
パラス・デ・レイはチャンターダ司法管轄区に属す。

### 人口
住民は43の教区の298の地区（集落）に居住する。
| パラス・デ・レイの人口推移 1900－2010                   |
|                                                         |
| 出典:INE（スペイン国立統計局）1900年 - 1991年、1996年 - |

## 政治
自治体首長はガリシア国民党（PPdeG）のパブロ・ホセ・タボアーダ・カモイラ（Pablo José Taboada Camoira）、自治体評議員はガリシア国民党:6、ガリシア社会党（PSdeG-PSOE）:5となっている（2011年5月22日の自治体選挙結果、得票順）。
| 1999年6月13日自治体選挙 |        |        |          |
| 政党                    | 得票数 | 得票率 | 獲得議席 |
| PPdeG                   | 1,920  | 62.70% | 7        |
| PSdeG-PSOE              | 885    | 28.90% | 3        |
| BNG                     | 248    | 8.10%  | 1        |

| 2003年5月25日自治体選挙 |        |        |          |
| 政党                    | 得票数 | 得票率 | 獲得議席 |
| PPdeG                   | 2,024  | 67.74% | 8        |
| PSdeG-PSOE              | 500    | 16.73% | 2        |
| BNG                     | 443    | 14.83% | 1        |

| 2007年5月27日自治体選挙 |        |        |          |
| 政党                    | 得票数 | 得票率 | 獲得議席 |
| PPdeG                   | 1,432  | 46.30% | 6        |
| PSdeG-PSOE              | 1,430  | 46.23% | 5        |
| BNG                     | 215    | 6.95%  | 0        |

| 2011年5月22日自治体選挙 |        |        |          |
| 政党                    | 得票数 | 得票率 | 獲得議席 |
| PPdeG                   | 1,584  | 50.38% | 6        |
| PSdeG-PSOE              | 1,419  | 45.13% | 5        |
| BNG                     | 115    | 3.66%  | 0        |

## 史跡
- ビラール・デ・ドナス教区のロマネスク教会 - 12世紀半ばアリアス・ペレス・デ・モンテローソによって建てられた。
- パンブレ教区のパンブレ城 - ガリシアに現存する中世の城郭で最も完全な形で残されている。

## 教区
パラス・デ・レイは43の教区に分けられる。
- アルバ（サンティアーゴ）
- アンブレイショ（サン・ビセンソ）
- アウガス・サンタス（サン・シュルショ）
- ベルベトウロス（サン・ミゲル）
- カバーナ（サンティアーゴ）
- オ・カルバジャル（サン・セバスティアン）
- カルテイレ（サンタ・マリーア）
- コエンセ（サン・マメーデ）
- コベーロ（サン・ショアン）
- クイーニャ（サンタ・マリーア）
- クルビン（サン・マルティーニョ）
- フェルポス（サン・トメ）
- フェレイラ・デ・ネグラル（サン・マルティーニョ）
- フィルゲイラ（サン・トメ）
- フォンテクベルタ（サンタ・マリーニャ）
- ライヤ（サン・ショアン）
- レステード（サンティアーゴ）
- マセーダ（サン・ミゲル）
- マルサ（サンタ・マリーア）
- オ・マト（サン・ショアン）
- メイシーデ（サン・ペドロ）
- メルラン（サン・サルバドール）
- モレード（サン・フィス）
- モステイロ・デ・デベーサ（サンティアーゴ）
- オローサ（サント・アンドレ）
- パラス・デ・レイ（サン・ティルソ）
- パンブレ（サン・ペドロ）
- ピドレ（サンタ・マリーア）
- ア・プシェーダ（サンタ・マリーア）
- キンディミル（サン・ミゲル）
- ラミル（サン・マルティーニョ）
- レモンデ（サン・ミゲル）
- リベイラ（サン・サルバドール）
- サライヤ（サン・ペドロ）
- サン・ブレイショ（サンタ・マリーア）
- サン・シブラーオ・ダ・レポステリーア（サン・シブラーオ）
- サン・マメーデ・ド・カルバジャル（サン・マメーデ）
- サン・ミゲル・デ・コエンセ（サン・ミゲル）
- サン・シアーオ・ド・カミーニョ（サン・シアーオ）
- サン・シュスト・ダ・レポステリーア（サン・シュスト）
- ウジョーア（サン・ビセンテ）
- ビラール・デ・ドナス（サン・サルバドール）
- ビラレーダ（サン・ペドロ）

## ギャラリー

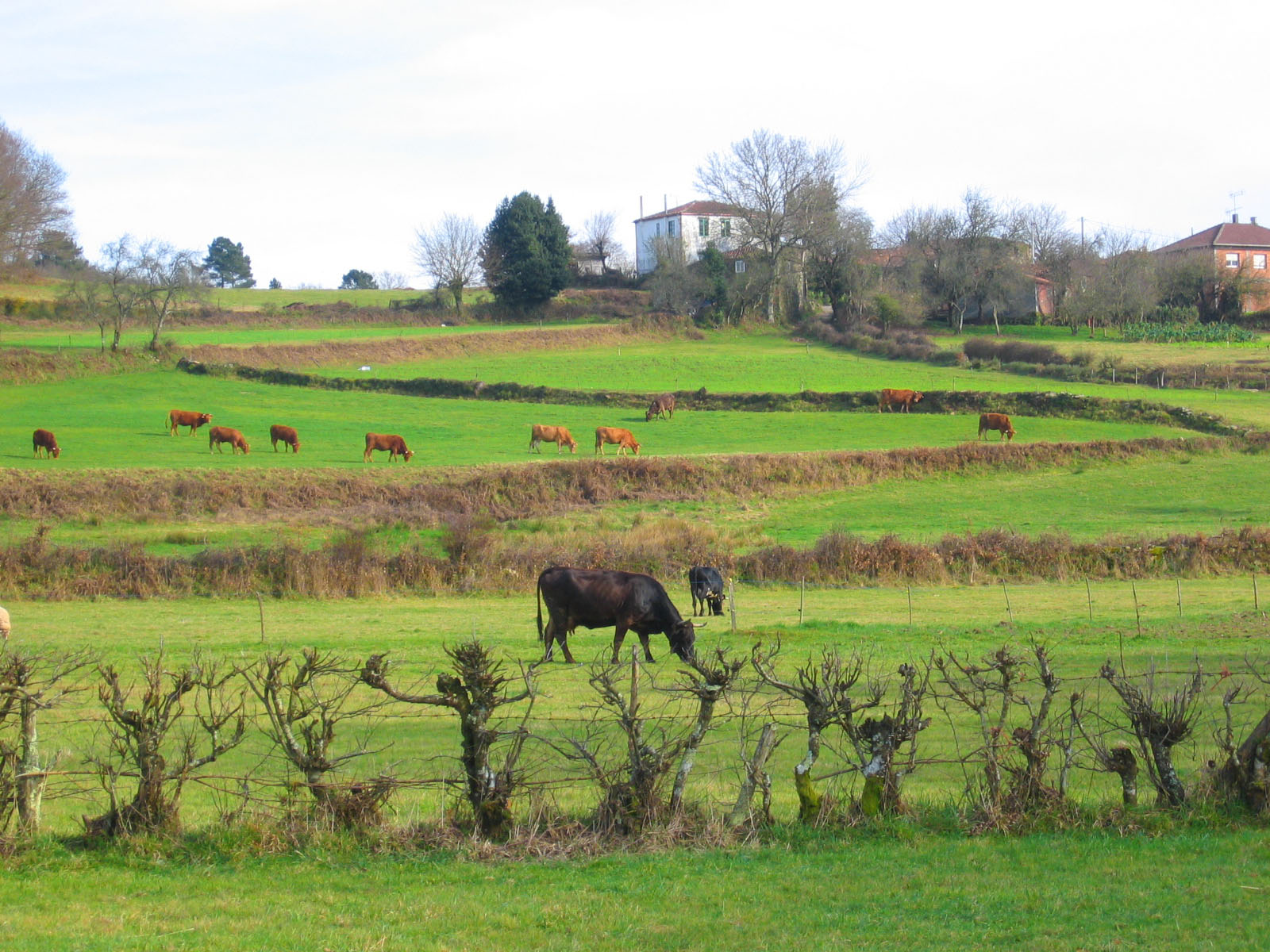
サン・ペドロ・デ・メイシーデ教区の田園風景
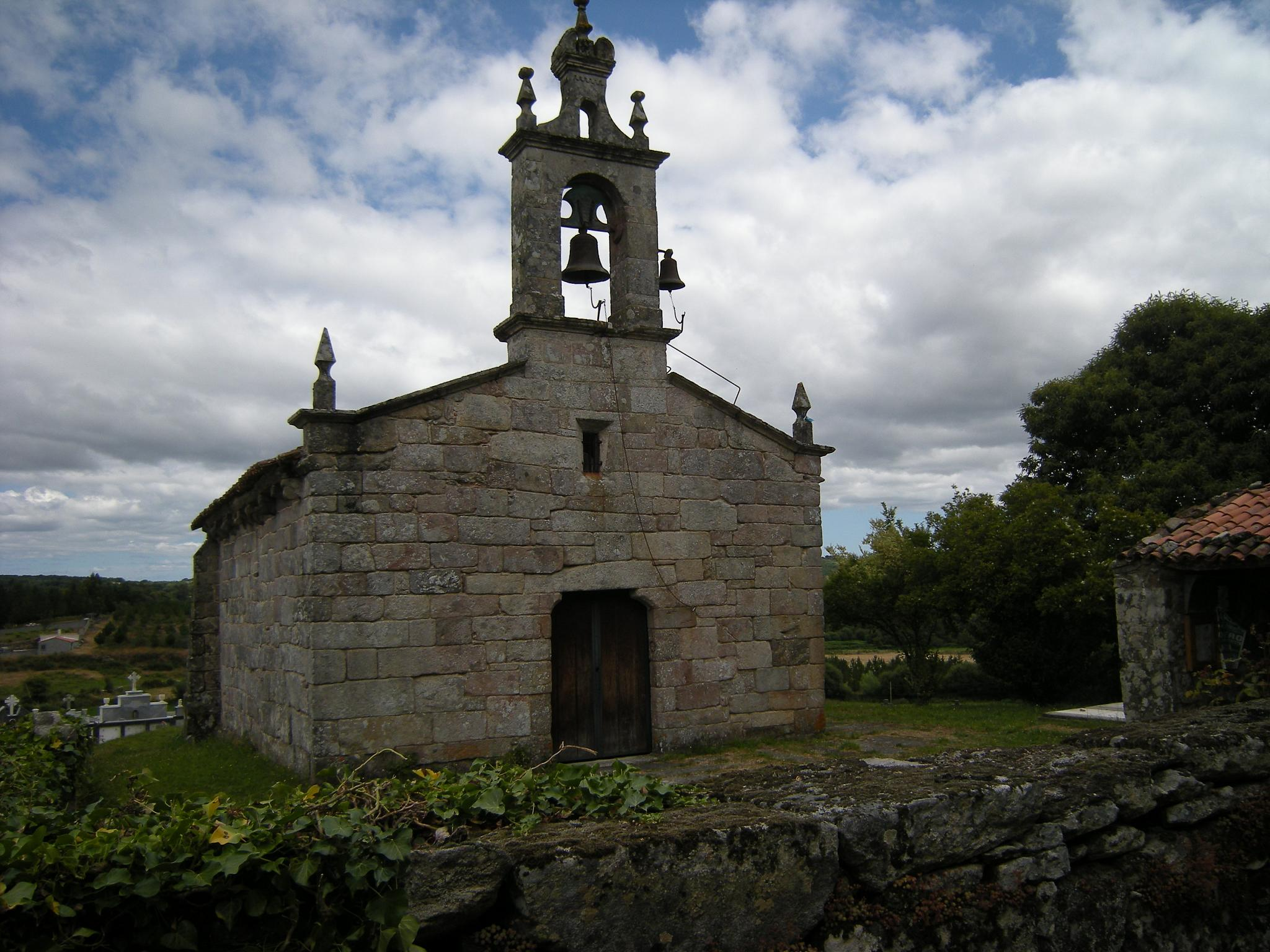
サンタ・マリーア・デ・マルサ教会
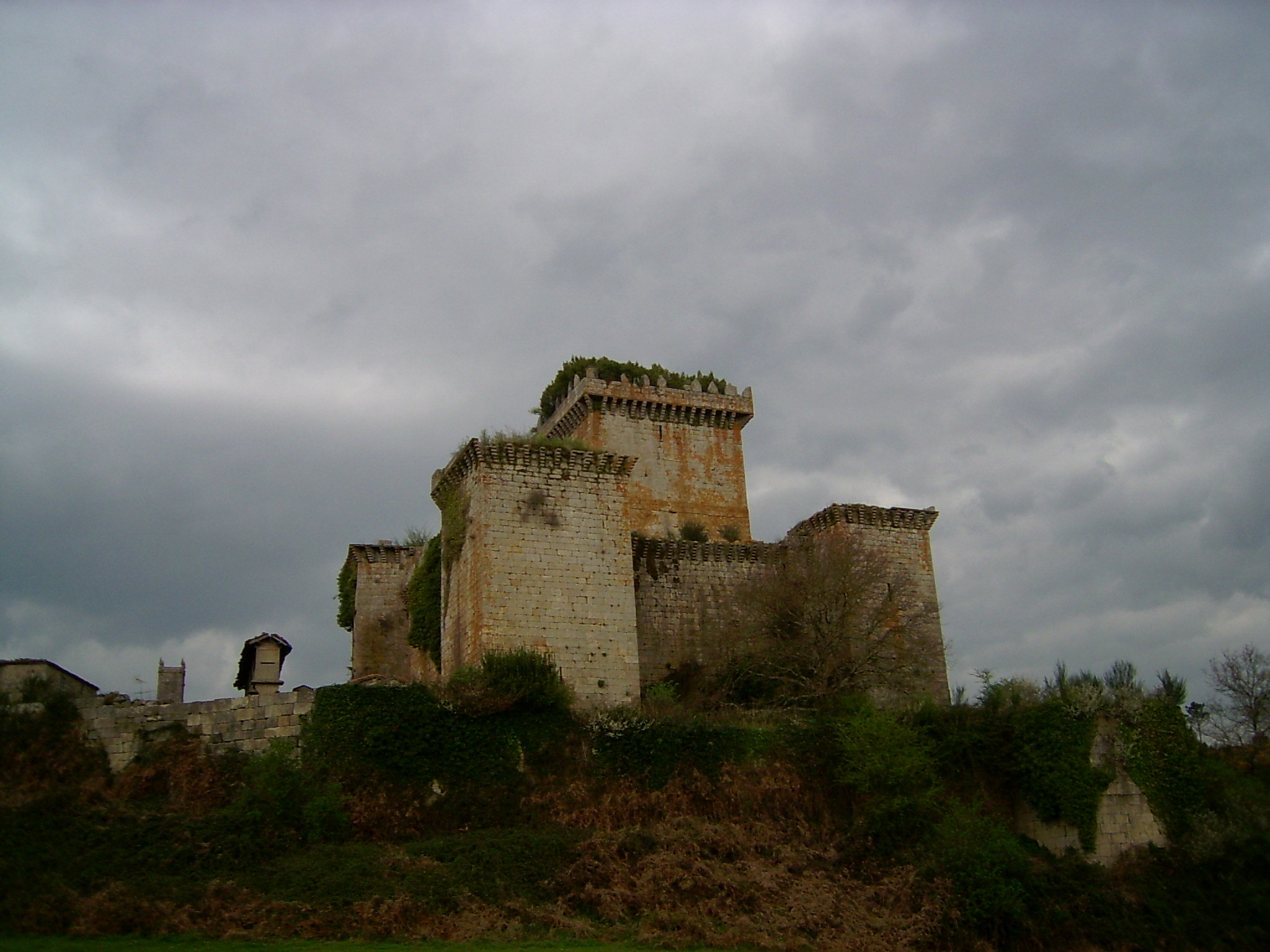
パンブレ城

## 出身著名人
- ホセ・ブランコ - 政治家、前社会労働党組織委員長（Secretario de Organización del PSOE、2000年 – 2008年）、社会労働党副書記長（Vicesecretario general del PSOE、2008年 – 2011年）、前サパテーロ内閣振興大臣（Ministro de Fomento、2009年 – ）